# Leptoseris solida
Leptoseris solida is een rifkoralensoort uit de familie van de Agariciidae.